# Paki
Paki é um termo tipicamente direcionado a pessoas de ascendência paquistanesa, principalmente na gíria britânica, e como uma calúnia racial é frequentemente usado indiscriminadamente para pessoas de ascendência da Ásia Meridional e do Médio Oriente em geral. O insulto é usado principalmente no Reino Unido, Escandinávia e Canadá, onde o termo é comumente associado com "Paki-bashing", que consiste em ataques violentos contra pessoas de suposta origem do sul da Ásia.

## Etimologia
"Paki" é derivado do exônimo Pakistan. O termo Pak (پاک) significa "puro" em persa, urdu e pastó. Não havia nenhum grupo étnico "Pak" ou "Paki" antes da criação do estado. O nome do Paquistão foi cunhado pelo estudante de direito da Universidade de Cambridge e nacionalista muçulmano Rahmat Ali, e foi publicado em 28 de janeiro de 1933 no panfleto Now or Never.